# Léonce Crétin
Léonce Crétin, född 1 mars 1910 i Château-des-Prés, död 28 augusti 1994, var en fransk vinteridrottare. Han deltog i två olympiska spel; 1932 i Lake Placid och 1936 i Garmisch-Partenkirchen. I Lake Placid kom han på 19:e plats på 18 kilometer. Fyra år senare i Garmisch-Partenkirchen kom han på 35:e plats på 18 kilometer och i 4x10 kilometer stafett kom laget på 9:e plats.